# Kobo eReader
Il Kobo eReader è un lettore di e-book prodotto da Kobo Inc. con sede a Toronto. Il nome del produttore è un anagramma di "book", termine inglese per libro. La versione originale è in commercio dal maggio 2010 e posta in vendita quale alternativa più economica ai lettori di e-book disponibili all'epoca. Come la maggior parte dei lettori di ebook, il Kobo utilizza uno schermo di carta elettronica. Le versioni LCD tablet sono state commercializzate fra il 2011 e il 2013.

## Storia
Kobo Inc., sussidiaria della giapponese Rakuten, annunciò l'uscita del suo primo lettore di ebook il 24 marzo 2010, immesso ufficialmente sul mercato il 1º maggio dello stesso anno. Era dotato di memoria espandibile grazie a 4 GB aggiuntivi attraverso uno slot SD, oltre a una connessione wireless tramite Bluetooth per i dispositivi BlackBerry. Era disponibile in nero o bianco e veniva preinstallato con 100 libri scaricabili online gratuitamente. Era prodotto da Netronix Inc., con sede a Taiwan.
La strategia di mercato del Kobo originale era mirata a competere con Amazon Kindle, che costava 110 USD in più, ma del quale venne abbassato il prezzo il mese successivo. Inoltre la prima recensione del CNET non fu particolarmente favorevole al Kobo, soprattutto in considerazione della mancanza di Wi-Fi o 3G, che lo rendevano fuori moda.
Nel giro di pochi mesi, e negli anni successivi, le caratteristiche iniziali del Kobo vennero man mano ampliate e migliorate per rendere il prodotto più competitivo.

## Descrizione e funzionamento
Tutti i lettori di ebook Kobo condividono un sistema di impaginazione che fornisce all'utilizzatore la possibilità di contare e porre in relazione le pagine separatamente all'interno di ciascun capitolo rispetto all'intero volume. Tutti i modelli richiedono una connessione a Internet nella fase iniziale di setup e non funzionano finché non sono stati collegati ai server di Kobo. Utilizzano formati EPub, PDF, testo, HTML e Mobipocket.

## Alcuni modelli

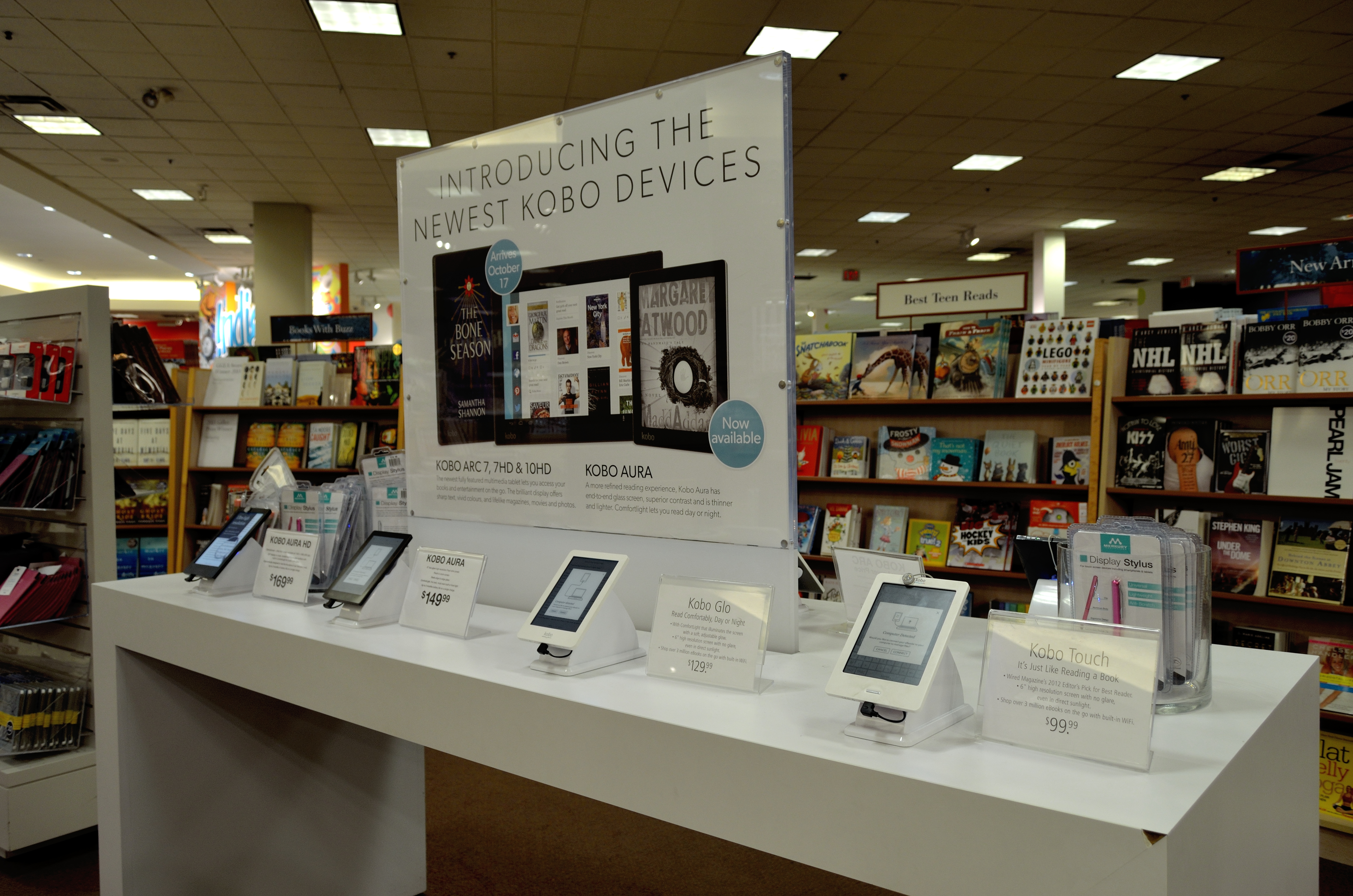
Esposizione di modelli Kobo

### Kobo Touch 2.0
Il Kobo Touch 2.0 viene lanciato sul mercato nel settembre 2015, come ebook reader di livello base, con risoluzione 800×600 e 167 ppi. L'aspetto è in apparenza simile al Kobo Glo HD; ha in dotazione 4 GB di memoria interna.

### Kobo Aura One
Il Kobo Aura One viene proposto sul mercato il 6 settembre 2016; si tratta del primo e-reader dotato di schermo touch da 7,8 pollici con risoluzione di 1872×1404 pixel (300 ppi) resistente all'acqua. Pesa 230 grammi e misura 195,1×138,5×6,9 millimetri. È dotato di "processore da 1 GHz, 512 MB di RAM, 8 GB di memoria flash (sufficienti per oltre 6.000 libri), porta micro-USB, connettività Wi-Fi 802.11 b/g/n e batteria che garantisce un’autonomia fino ad un mese". Un sensore di luminosità ambientale permette inoltre la regolazione automatica di temperatura, colore e luminosità del display, anche se i valori possono essere impostati manualmente.

### Kobo Aura H2O
Esternamente simile al Kobo Aura, il nuovo Kobo Aura H2O è dotato di "tecnologia HZO Protection che lo rende del tutto resistente all'acqua. Integra un display e-ink da 6,8 pollici (265 ppi) con sistema ComfortLight PRO che riduce l'emissione di luce blu per non affaticare gli occhi anche in condizioni di scarsa illuminazione. Le dimensioni sono 129x172x8,9 mm, mentre il peso si attesta a 210 grammi". In Italia è stato introdotto sul mercato nel 2017.